# Biografielijst Aw

## Awd
- Wilbert Vere Awdry (1911-1997), Brits predikant, treinengek en schrijver van kinderliteratuur

## Awi
- Hani Awijan (1977-2006), Palestijns militant en terrorist

## Awk
- Awkwafina (1988), Amerikaanse actrice en rapper

## Awo
- Kofi Awoonor (1935-2013), Ghanees schrijver en diplomaat

## Awu
- Mami Awuah Asante (1975), Nederlands atlete